# Ixòdids
Els ixòdids (Ixodidae) formen una família d'aràcnids que conté les paparres dures. Es distingeixen de les paparres toves (Argasidae) per la presència d'un scutum o escut dur. Tant les nimfes com els adults tenen un capitulum prominent (cap) que es projecta cap enfora de l'animal i en canvi en els Argasidae el capitulum no ho fa.

## Taxonomia
Hi ha 702 espècies en 14 gèneres, algunes d'elles són d'importància econòmica com vector de malalties com Rickettsia i Borrelia.
- Amblyomma – 130 espècies (inclou algunes d'Aponomma)
- Anomalohimalaya – 3 espècies
- Bothriocroton – 7 species
- Cosmiomma – 1 espècies
- Cornupalpatum – 1 espècie
- Compluriscutula – 1 espècie
- Dermacentor – 34 espècies (inclou Anocentor)
- Haemaphysalis – 166 espècies
- Hyalomma – 27 espècies
- Ixodes – 243 espècies
- Margaropus – 3 espècies
- Nosomma – 2 espècies
- Rhipicentor – 2 espècies
- Rhipicephalus – 82 espècies (inclou Boophilus)